# Portrait d'Adèle Besson (Van Dongen)
Pour les articles homonymes, voir Portrait d'Adèle Besson.
Le Portrait d'Adèle Besson est un tableau réalisé par le peintre néerlandais Kees van Dongen en 1909. Cette huile sur toile est un portrait à mi-corps d'Adèle Besson, l'épouse du collectionneur George Besson depuis 1906. La jeune femme y est figurée vêtue d'une gandoura, les mains jointes. Donnée par le couple en 1963, l'œuvre fait partie des collections du musée national d'Art moderne, à Paris. Elle se trouve depuis 1965 en dépôt au musée Albert-André, à Bagnols-sur-Cèze, dans le Gard.